# 香川県医師会
一般社団法人香川県医師会（いっぱんしゃだんほうじんかがわけんいしかい、英称 Kagawa Medical Association）は、香川県の医師を会員とする法人。

## 本部所在地
- 香川県高松市浜ノ町73番4号

## 役員
- 会長　森下立昭
- 副会長   永尾隆
- 副会長   広畑衛

## 郡市医師会
- 高松市医師会
- 坂出市医師会
- 丸亀市医師会
- 三豊・観音寺市医師会
- 仲多度郡・善通寺市医師会
- 小豆郡医師会
- 木田郡医師会
- 大川地区医師会
- 綾歌地区医師会
- 香川大学医師会